# ブルガヌフ
ブルガヌフ （Bourganeuf、オック語:Borgon Nuòu）は、フランス、ヌーヴェル＝アキテーヌ地域圏、クルーズ県のコミューン。

## 地理
ブルガヌフはゲレから33km、リモージュから50km離れている。コミューン内をトリオン川が流れる。まちはミルヴァシュ山地の北端にあたるジャンティウー台地の北側にあり、平均の標高は450mである。

## 歴史

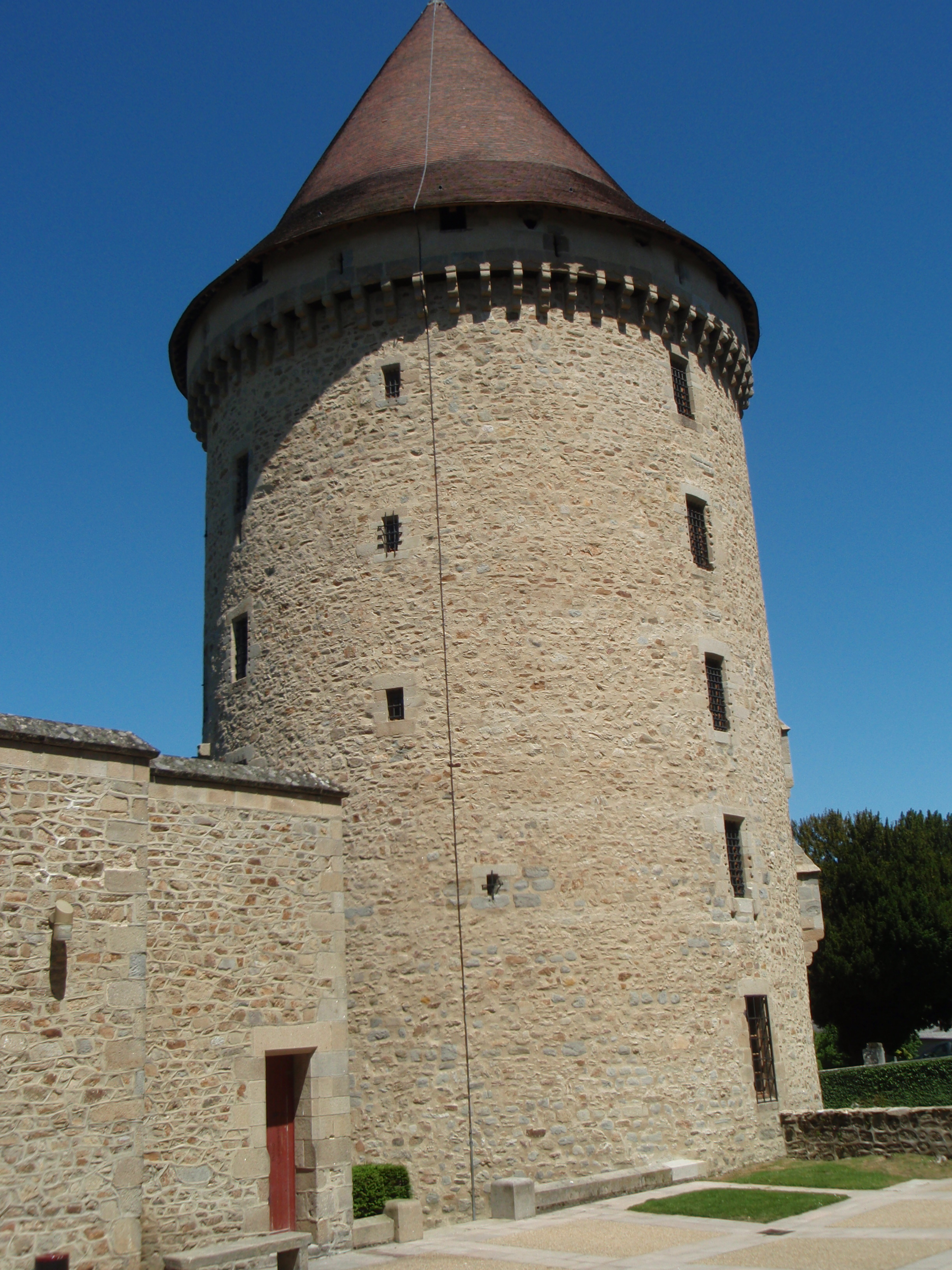
ジザンの塔

ブルガヌフとは、『9つの小さなまち』（petit bourg neuf）から派生した地名である。12世紀以降、聖ヨハネ騎士団のコマンドリーとしてつくられた。このコマンドリーは後にオーヴェルニュ副騎士団長の所在地となった。
ブルガヌフはいまだ小修道院の偉大な痕跡を残している。役場機能が置かれている建物はかつて修道院であったし、第36代総長ジャン・ド・ラスティックが建設させた塔や、12世紀から15世紀まで建てられたサン＝ジャン＝バティスト教会が残る。特にジェム・スルタンの塔は注目に値する。
1886年、ブルガヌフは電気が導入されたフランス国内3番目の地となった。しかし最初のダイナモ発電所が設置されていたヴェルジェ渓谷の水は夏に水位が低すぎたため、ジャロー滝にダイナモ発電所が設置された。

### ジェム・スルタン

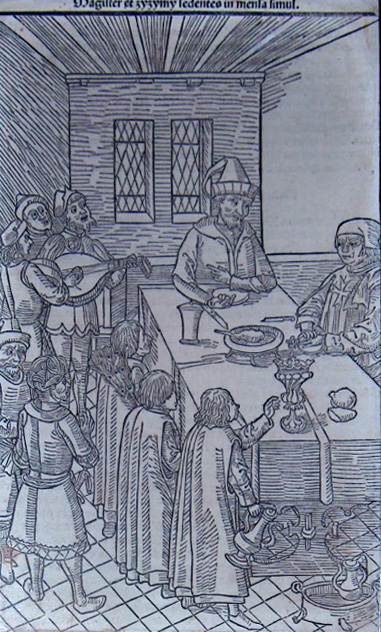
聖ヨハネ騎士団総長にもてなされるジェム・スルタン

1481年、コンスタンティノープルを陥落させたオスマン帝国のスルタン、メフメト2世が死んだ。彼の2人の息子たち、ジェム・スルタンとバヤズィト（バヤズィト2世）が王位を争った。敗れたジェム・スルタンは、当時ロドス島を本拠地としていた聖ヨハネ騎士団の庇護下に入った。1482年7月30日、彼は総長ピエール・ドービュッソンに迎えられた。人質ではあるものの彼は敬意を持って扱われた。ジェム・スルタンは1476年よりオーヴェルニュ騎士館長となっていたギィ・ド・ブランシュフォールの元に置かれた。以後彼はニース伯領、ドーフィネ、そして最終的にはオーヴェルニュの副騎士団長の所在地であるブルガヌフに送られ、1486年から1488年まで彼を収容するため建設された塔に囚われていた。この塔はフランス語で彼の名前を意味する、ジザン塔（Zizim）と呼ばれた。
メッカへの巡礼を果たしている敬虔なイスラム教徒であったジェム・スルタンは、優れた学者であり、ペルシャ語の叙事詩をトルコ語に翻訳した翻訳家でもあった。フランスでの彼の生活は、多くのロマンティックな伝承につながっている。ドーフィネのサセナージュ滞在時や、ラ・マルシュに滞在した時にはありそうにもない冒険があったと、ジョルジュ・サンドは空想を当てはめた。その他、現在は博物館に保管されている『貴婦人と一角獣』のタペストリーの作成に彼が関わったと考えた。実際、タペストリーの女性が持つ盾に描かれた三日月はリヨンの有力家系ル・ヴィスト家を表すものであり、イスラム教徒の王子と関係するものではない。
1488年11月10日、ジェム・スルタンはブルガヌフを発ってローマ教皇インノケンティウス8世の元へ送られた。1489年3月13日、彼はローマに到着し、サンタンジェロ城を住居としてあてがわれた。1494年、アレクサンデル6世はイタリアへ入っていたフランス王シャルル8世につくことを余儀なくされた。そして、オスマン帝国支配下にあるギリシャへの十字軍を、（当時アラゴン王が治めていた）ナポリ王国から派遣させようと考えた。状況は明らかでないが、ジェム・スルタンは1495年にカプアで死去した。彼の遺体は故国へ送られ、現在も彼の墓所がブルサに存在する。

## 経済
ブルガヌフはリムーザン有数の林業の中心地である。

## 人口統計
| 1962年 | 1968年 | 1975年 | 1982年 | 1990年 | 1999年 | 2006年 |
| ------ | ------ | ------ | ------ | ------ | ------ | ------ |
| 3310   | 3804   | 3637   | 3738   | 3385   | 3163   | 2980   |

参照元:INSEE

## 姉妹都市
- ズィルンドルフ、ドイツ